# Berrobi
Berrobi és un municipi de Guipúscoa, al País Basc.

## Eleccions municipals 2007
Tres partits van lluitar per a obtenir l'alcaldia del municipi en les passades eleccions municipals; dues candidatures independents i el Partit Popular. Aquests van ser els resultats: 
- Giroa (GIR) : 226 vots (4 escons)
- Ortzadar Hauteskunde Elkartea (OHEL): 180 vots (3 escons)
- Partit Popular : 4 vots (0 escons)

D'aquesta manera, va sortir guanyador l'actual alcalde del municipi, Ion Jauregi Galarraga, per part d'un dels partits independents. Destacar que ambdós partits es van fer amb les 7 regidories del municipi, 4 el primer, i 3 el segon, deixant al Partit Popular sense representació, per haver obtingut solament 4 vots.